# Bäderbahn Molli
Bäderbahn Molli – kolej wąskotorowa w Niemczech, w kraju związkowym Meklemburgia-Pomorze Przednie. Łączy Bad Doberan i Ostseebad Kühlungsborn West. Licząca 15,43 km linia kolejowa ma 900 mm rozstaw szyn.

## Historia
19 czerwca 1886 roku Fryderyk Franciszek III wydał koncesję na budowę oraz eksploatację kolejki wąskotorowej na trasie od stacji kolejowej Bad Doberan do Heiligendamm. Ten pierwszy odcinek został oddany do użytku 9 lipca 1886 roku. Linia została zbudowana przez prywatne przedsiębiorstwo kolejowe Lenz & Co. GmbH ze Szczecina, a następnie obsługiwana przez Doberan-Heiligendammer-Eisenbahn. Ruch na liczącej 6,61 km trasie, która funkcjonowała początkowo jako tramwaj parowy, odbywał się tylko w sezonie letnim od 1 maja do końca września. 13 marca 1890 roku Wielkie Księstwo Meklemburgii-Schwerin znacjonalizowało linię i włączyło w struktury Großherzoglich Mecklenburgische Friedrich-Franz-Eisenbahn.
18 grudnia 1908 roku zdecydowano o przedłużeniu linii do Ostseebad Arendsee (obecnie Kühlungsborn). Całość prac ukończono 12 maja 1910 roku. Oprócz przedłużenia linii, stacja Heiligendamm została przeniesiona 200 m na południe. W tym samym roku rozpoczęto obsługę ruchu towarowego, a przewozy odbywały się przez cały rok. 1 kwietnia 1920 roku została przyłączona do Deutsche Reichsbahn. Przeładunek towarów z normalnotorowej linii kolejowej Wismar – Rostock na wąski tor był kosztowny i z czasem prowadzenie ruchu towarowego stało się nierentowne. 31 maja 1969 roku zawieszono przewozy towarowe.
Kolejka zyskała międzynarodowy rozgłos, będąc oficjalnym środkiem transportu dla przedstawicieli mediów podczas szczytu grupy G8 w 2007, który odbył się w Heiligendamm. W 2012 roku pojawił się pomysł przedłużenia linii do Warnemünde oraz odbudowy odcinka Neubukow – Bastorf, jednak z powodu wysokich kosztów budowy szacowanych na 33 miliony euro został odrzucony. W roku 2017 założono 10–11 kursów na dobę w obu kierunkach w miesiącach letnich oraz 4–5 w czasie zimy.